# Josef Říha (politik, 1985)
Josef Říha (* 29. ledna 1985 Zlín) je český politik a stavební inženýr, od dubna do prosince 2021 a opět v letech 2023 až 2024 místopředseda SOCDEM a od roku 2018 starosta obce Hvozdná na Zlínsku.

## Život
Vystudoval Střední průmyslovou školu Zlín a následně Fakultu stavební Českého vysokého učení technického v Praze (získal titul Ing.).
Josef Říha žije v obci Hvozdná na Zlínsku.

## Politické působení
Je členem SOCDEM a od jara 2019 i předsedou místní organizace ve Zlíně. V komunálních volbách v roce 2006 za stranu kandidoval do Zastupitelstva obce Hvozdná, ale nebyl zvolen. Neuspěl ani ve volbách v roce 2010 jako lídr kandidátky (skončil v pozici prvního náhradníka). Zvolen tak byl až ve volbách v roce 2014, kdy byl opět lídrem kandidátky. Ve volbách v roce 2018 mandát zastupitele obce obhájil, když jako člen České strany sociálně demokratické vedl kandidátku subjektu „Společně za spokojené žití v obci a další rozvoj Hvozdné s podporou ČSSD“. Na konci října 2018 byl navíc zvolen starostou obce Hvozdná. Ve volbách v roce 2022 opět obhájil mandát zastupitele obce, když jako člen ČSSD vedl kandidátku subjektu „Společně za spokojené žití v obci a další rozvoj Hvozdné“ (tj. ČSSD a nezávislí kandidáti). Znovu se stal i starostou obce.
V krajských volbách v roce 2020 kandidoval za ČSSD do Zastupitelstva Zlínského kraje, ale neuspěl.
V dubnu 2021 byl na sjezdu ČSSD zvolen místopředsedou strany, a to počtem 162 hlasů. Na sjezdu v prosinci 2021 se mu pozici místopředsedy obhájit nepodařilo. Místopředsedou strany se znovu stal na 45. sjezdu strany v červnu 2023, když ve volbě získal 116 hlasů (ke zvolení bylo potřeba 79 hlasů). Strana se na tomto sjezdu přejmenovala na SOCDEM. Funkci místopředsedy strany zastával do října 2024.
V krajských volbách v září 2024 kandidoval za SOCDEM do Zastupitelstva Zlínského kraje, kandidátku podporovali také Zelení. Nicméně neuspěl, kandidátka získala pouze 2,79 % hlasů a nedostala se tak vůbec do krajského zastupitelstva.